# لی کارترایت
لی کارترایت (انگلیسی: Lee Cartwright؛ زادهٔ ۱۹ سپتامبر ۱۹۷۲) بازیکن فوتبال اهل بریتانیا است.
از باشگاه‌هایی که در آن بازی کرده‌است می‌توان به باشگاه فوتبال روچدیل، باشگاه فوتبال استوک‌پورت کانتی، باشگاه فوتبال پرستون نورث اند، و باشگاه فوتبال هاید اشاره کرد.